# 乾宁乌头
乾宁乌头（学名：Aconitum chienningense）为毛茛科乌头属下的一个种。

## 扩展阅读
- 維基物種上的相關：乾宁乌头